# 吉昂 (圣玛丽亚-达费拉)
吉昂是葡萄牙阿威罗区的一个堂区。总面积3.57平方公里，总人口1676人，人口密度469.5人/平方公里。